# Muhammad Ahmad
Muhammad Ahmad ibn Abd Allah al-Mahdi (12. august 1844 – 22. juni 1885) var en muslimsk oprørsleder i Sudan.
Han var stærk modstander af den egyptiske overhøjhed i landet og havde som mål at gøre en ende på det udenlandske styre og oprette en ren muslimsk stat. Han erklærede sig i 1881 som mahdi, direkte efterkommer efter Muhammad, og hans religiøse bevægelse skabte en bred national opstand i 1883. Store dele af Sudan kom under oprørernes kontrol, og i 1885 blev hovedstaden Khartoum indtaget. Al-Mahdi døde samme år, og hans efterfølgere led nederlag til de britiske styrker i 1898.

## Liv og gerning
Muhammed Ahmed blev født i Egypten, fik undervisning på en skole i Kairo og blev ansat som skatteopkræver i Sudan. En strid med guvernøren fik ham til at forlade tjenesten, hvorefter han takket være vellykkede forretninger med slaver, elfenben og strudsefjer blev den ledende mand blandt Sudans mægtige slavehandlere. Da de ansattes af den egyptiske regering, samlede han i 1881 en hær til dels bestående af overløbere fra den egyptiske hær og lod sig af sine tilhængere udnævne til "mahdi". Den indre uro i Egypten som følge af Arabi paschas revolution i 1882 gjorde det muligt for ham at uhindret lægge næsten hele Kordofan under sig, og efter, at hans hær yderligere var blevet styrket gennem den modvilje, som var fremkaldt ved englændernes sejr over Arabi ved Tel-el-Kebir, erobrede han i januar 1882 Kordofans hovedstad El-Obeid. Den af den egyptiske regering afsendte hær under Hicks pascha for at få ham stoppet blev mejet ned til sidste mand af "mahdiens" talløse skarer nær byen Kaschgil i november 1883. Derved voksede hans anseelse betydeligt, og en række stammer omkring Nilen i det østlige Sudan sluttede sig til ham; selv Khartoum var ved at gå tabt. Da skyndte den engelske Charles George Gordon, som havde påtaget sig generalguvernørskabet over Sudan, sig i februar 1884 at anerkende Ahmed som sultan af Sudan for at vinde ham for sig. Men Khartoum belejredes og erobredes den 26. januar 1885, og Gordon blev myrdet. De engelske undsættelsestropper, som befandt sig blot et par dagsmarchers afstand, vendte om efter blodige kampe. Mahdien var derefter herre over landet fra Det Røde Hav til Kordofan, men han døde allerede den 29. juni 1885 af kopper.